# Gabriella Markoč
Gabriella Markoč, ursprungligen Kindl, född 25 september 1979 i Mohács, Ungern, är en ungersk-montenegrinsk tidigare handbollsspelare (vänsternia).

## Klubblagskarriär
Gabriella Markoč började vid 10 års ålder spela handboll i klubben Mohácsi TE. Hon flyttade sedan till Pécsi MKC, där hon spelade för ungdomslaget. Vid en ungdomsturnering 1999 uppmärksammades hon av Győri ETO KC, och flyttade till Győr 1999. Först spelade hon för ungdomslaget, men ett halvt år efter ankomsten spelade hon för vuxenlaget. Främsta meriter var två finalplatser i EHF-cupen. Karriären fortsatte 2003 i Dunaferr SE i Dunaújváros. Med Dunaferr blev hon dubbel ungersk mästare och ungersk cupvinnare. Säsongen 2004/2005 drabbades hennes lagkamrat Anita Kulcsár miste livet i bilolycka och Markoč drabbade av flera skador, men klubben var fortsatt en toppklubb. Säsongen 2005/2006 föryngrades laget från Dunaújváros och vann sedan bronsmedaljen i ungerska mästerskapet. Efter tre år i Dunaújváros flyttade hon 2006 till slovenska RK Krim , där han spelade med två ungerska spelare, Katalin Pálinger och Eszter Siti. Hon var knuten till klubben i två år. 2008 började hon spela för montenegrinska mästarna ŽRK Budućnost. Det blev hennes sista klubb, och hon spelade sin sista match i final 4 i Regional League 2011, som slutade med att ŽRK Budućnost vann mot Podravka Vegeta.

## Landslagskarriär
Markoč, gjorde debut den 22 november 2000 för landslaget i en vänskapsmatch mot Slovakien. Hon spelade sedan i Ungerns damlandslag i handboll som vann guldmedaljen vid EM 2000. 2002 kunde hon inte delta i EM i Danmark på grund av ett brutet finger. Hon var inte med i silverlaget i VM 2003. 2004 kvalificerade hon sig inte för OS däremot spelade hon för landslaget vid EM 2004 på hemmaplan. där det ungerska landslaget vann bronsmedaljen. Hon var med i truppen vid VM 2005. Markoč spelade inte i det ungerska landslaget efter 2005. Under tiden 2000 till 2005 spelade hon 86 landskamper och gjorde 91 mål för Ungern.
Den 29 januari 2009 blev det officiellt att hon skulle fortsätta sin landslagskarriär med Montenegros landslag. Hon debuterade för Montenegros landslag den 6 mars 2009, i en vänskapsmatch mot Rumänien, där hon också gjorde sju mål. Hon spelade i ett mästerskap med det montenegrinska laget, vid EM 2010, där hon slutade sexa med Montenegro.

## Klubblagsmeriter

### Győri ETO KC
- 2  EHF-cupen:1999 och 2002

### Dunaferr SE
- 2  Ungerska mästerskapet 2003 och 2004
- 1  Ungerskt cupen: 2004

### Krim Ljubljana
- 2  Slovenska mästerskapet: 2007 och 2008
- 2  Slovenska cupen: 2007 och 2008

### Budućnost Podgorica
- 3  Montenegrinska mästerskapet: 2009, 2010 och 2011
- 3  Montenegrinska cupen: 2009, 2010 och 2011